# Kiss Sándor Károly
Kiss Sándor Károly vagy Alexandre (Charles) Kiss (Budapest, 1925. június 2. – Strasbourg, Franciaország, 2007. március 22.) magyar származású francia jogtudós, a Magyar Tudományos Akadémia külső tagja. A nemzetközi környezetvédelmi jog világszerte elismert tudósa és élharcosa volt.

## Életútja
1943-tól a Pázmány Péter Tudományegyetemen hallgatott jogot, előbb itt szerezte meg jogtudományi doktori oklevelét 1947-ben. 1947–1951-ben a Párizsi Politikatudományi Intézetben tanult tovább francia állami ösztöndíjjal, Suzanne Bastid tanítványaként. 1950-ben a Hágai Nemzetközi Jogi Akadémián, 1951-ben pedig a Párizsi Egyetemen is jogi doktorátust szerzett.
Tanulmányai befejeztével Franciaországban maradt, s 1951-től 1993-as nyugdíjba vonulásáig a Nemzeti Tudományos Kutatóközpont (Centre national de la recherche scientifique, CNRS) kutatójaként, illetve kutatási igazgatójaként dolgozott. 1969-ben René Cassin oldalán nagymértékben közreműködött a strasbourg-i Nemzetközi Emberi Jogi Intézet (Institut international des droits de l’homme, IIDH) megalapításában, amelynek 1980-tól főtitkári, 1991-től pedig alelnöki posztját is betöltötte. 1970 és 1982 között a strasbourg-i Robert Schuman Egyetemen működő, az európai szocialista országok jogrendszerével foglalkozó intézet igazgatója volt, majd 1983 és 1993 között a környezetjogi tanszéket vezette.
Ezzel párhuzamosan 1963-tól számos egyetemen oktatott vendégprofesszorként. Pályája során több nemzetközi szervezet munkáját segítette, így például az ENSZ, a UNESCO, az Európa Tanács és az Európai Unió nemzetközi jogi tanácsadójaként tevékenykedett, 1974-től pedig az Európai Környezetvédelmi Jogi Tanács (Conseil européen du droit de l’environnement) elnöke volt.

## Munkássága
Pályája során behatóan foglalkozott a francia jogrendszer nemzetközi közjogi elemeivel, de életművének leghangsúlyosabb területe az emberi jogok és a környezetvédelmi jog nemzetközi szabályozásának elősegítése és kidolgozása volt. Közreműködött és aktívan részt vett a környezetkárosítást megelőző, a légkör, a tengeri környezet és az élővilág megóvását biztosító nemzetközi jogszabályok és egyezségek előkészítésében, az űrjog alapjainak megvetésében, valamint az európai államközi szervezetek jogi szabályozásának megteremtésében. A hágai Nemzetközi Bíróságon a bős–nagymarosi vízlépcsőrendszer ügyében folyó perben a magyar oldalt segítette és támogatta környezetjogi szaktanácsadóként.

## Társasági tagságai és elismerései
1974-ben a Francia Környezetjogi Társaság (Société française pour le droit de l’environnement) alapító tagja volt, 1990-ben a Magyar Tudományos Akadémia külső tagjává választották.
Tudományos érdemei elismeréseként 1971-ben a francia Ordre des Palmes académiques lovagi keresztjét, 1972-ben a Wolowsky-, 1979-ben a környezetvédelmi Elisabeth Haub-díjat vehette át, 1988-ban az Osztrák Köztársaság Nagy Érdemrendjével, 1993-ban pedig a francia Becsületrend tiszti keresztjével tüntették ki. 1983-ban a Leuveni Katolikus Egyetem díszdoktorává avatták.

## Főbb művei
- L’abus de droit en droit international. Paris, Librairie générale de droit et de jurisprudence, 1952, 200 p.
- Répertoire de la pratique française en matière de droit international public I–VII. Paris, CNRS, 1962–1972.
- Los principios generales del derecho del medio ambiente. Valladolid, Universidad de Valladolid, 1975, 118 p.
- Survey of current developments in international environmental law. Morges, International Union for Conservation of Nature and Natural Resources, 1975, 141 p.
- La protection internationale de l’environnement. Paris, Documentation française, 1977, 52 p.
- La frontière-coopération. Paris, Pedone, 1980, 41 p.
- La notion de patrimoine commun de l’humanité: Recueil des cours de l’Académie de droit international de la Haye. Boston, Nijhoff, 1982.
- Droit international de l’environnement. Paris, Pedone, 1989, 349 p.
- La protection internationale des droits de l’homme: Précis. Kehl am Rhein, Engel, 1991, 261 p. (Thomas Buergenthallal)
- International environmental law. Ardsley-on-Hudson, Graham & Trotman, 1991, 541 p. (Dinah Sheltonnal)
- Manual of European environmental law. Cambridge, Cambridge University Press, 1993, 622 p. (Dinah Sheltonnal)
- Traité de droit européen de l’environnement. Paris, Frison-Roche, 1995, 554 p. (Dinah Sheltonnal)
- Droit international de l’environnement. Paris, Pedone, 2000, 424 p. (Jean-Pierre Beurier-vel)
- Guide to international environmental law. Boston, Nijhoff, 2007, 313 p. (Dinah Sheltonnal)

## További irodalom
- Les hommes et l’environnement – quels droits pour le vingt-et-unième siècle: études en hommage à Alexandre Kiss. Paris, Frison-Roche, 1998, 691 p.